# Hüseyin Özgürgün

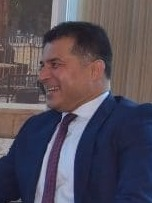
Hüseyin Özgürgün (2017)

Hüseyin Özgürgün (* 1965 in Nikosia) ist ein türkisch-zyprischer Politiker. Vom 16. April 2016 bis 2018 war er Ministerpräsident der Türkischen Republik Nordzypern. Zudem war er bis Ende 2018 Parteivorsitzender der Ulusal Birlik Partisi.
Hüseyin Özgürgün studierte Politikwissenschaft an der Universität Ankara sowie Verwaltungswissenschaft in Großbritannien. 1998, 2003 und 2005 wurde er zum Abgeordneten des Parlaments der nur von der Türkei anerkannten Türkischen Republik Nordzypern gewählt. 2006 war er einige Monate Vorsitzender der konservativen Nationalen Einheitspartei (UBP). 2009 bis 2013 war Özgürgün Außenminister und stellvertretender Ministerpräsident der Türkischen Republik Nordzypern. Nachdem Ministerpräsident Derviş Eroğlu am 23. April 2010 das Amt des Staatspräsidenten übernommen hatte, führte Özgürgün interimistisch bis zum Amtsantritt von İrsen Küçük am 17. Mai 2010 die Regierungsgeschäfte. Ab dem 16. April 2016 war er als Nachfolger von Ömer Kalyoncu Ministerpräsident der Republik Nordzypern. 2018 löste ihn Tufan Erhürman ab. Im Rahmen der vorgezogenen Parlamentswahlen vom 7. Januar 2018 wurde Hüseyin Özgürgün erneut als Abgeordneter für den Wahlbezirk Lefkoşa in die Republikversammlung gewählt.
Während seiner Amtszeit als Premierminister wurde gegen ihn ein Verfahren eingeleitet, da auf seinen Bankkonten große Beträge in Landes- und Fremdwährung festgestellt wurden. Infolgedessen hob die Republikversammlung am 7. Oktober 2019 mit Stimmenmehrheit seine parlamentarische Immunität auf. Am 10. August 2020 gab Özgürgün über Twitter seinen Rücktritt vom Abgeordnetenamt bekannt. Dieser wurde jedoch am 21. Dezember 2020 vom Plenum mit 23 Gegenstimmen abgelehnt.
Neben seiner politischen Tätigkeit war Özgürgün auch als Sportler, u. a. als Fußballspieler, erfolgreich. Er ist verheiratet und hat zwei Kinder.